# Arizona Days
Arizona Days è un film del 1937, diretto da John English. 

## Trama
Tex Malinson, abile pistolero e cantante folk dilettante, pur di esibirsi davanti ad un pubblico paga i debiti della compagnia di artisti girovaghi del "professor" McGill, ed in cambio si unisce alla carovana itinerante con l'inseparabile amico Hopper, detto "Grass".
Durante uno spettacolo ad un teatrino di Tombstone (Arizona), un gruppo di facinorosi guidati da Harry Price si intrufola nella sala senza pagare: dopo la sua esibizione, Tex, sfruttando la propria abilità con il revolver, riesce a far loro pagare il biglietto d'ingresso. Price e i suoi amici lasciano il teatro, e lo spettacolo viene interrotto perché un carro della compagnia è stato dato alle fiamme. Mancano tuttavia le prove per accusare Price dell'incendio.
Il funzionario governativo Joe Workman ha notato la facilità mostrata da Tex nel riscuotere danaro, e lo assolda come esattore delle tasse. Nell'occasione Tex fa la conoscenza di Marge, la figlia di Joe, - con la quale inizia una relazione amorosa - e del suo fratellino Billy, al quale comincia a dare lezioni di chitarra.
Fra i principali morosi del fisco figura proprio Harry Price, che deve all'erario l'ammontare di diverse tasse arretrate: sfidandolo a duello, nel corso del quale disarma l'avversario, Tex riesce a strappargli la promessa di un prossimo pagamento. Ma Price, rancoroso e vendicativo, una sera si avvicina di soppiatto al ranch dei Workman, dove Tex si trova con Marge e Billy, con l'intento di uccidere Tex: la pallottola manca il bersaglio previsto e colpisce invece Billy. Anche in questo caso non si sa nulla sull'esecutore dell'attentato.
Tex riscuote il dovuto, ma Price non demorde e tende un'imboscata, con i suoi sodali, a Tex e "Grass" Hopper mentre stanno portando il denaro al sicuro. In superiorità numerica, gli assalitori non riescono comunque a tener testa a Tex, mentre Hopper è andato alla ricerca di aiuti. L'agguato si trasforma in un corpo a corpo fra Tex e Harry Price, che sta per colpirlo mortalmente quando viene ucciso da Hopper, appena tornato con i rinforzi.
Tex e Marge si sposano e riprendono il vagabondaggio con la carovana di McGill, insieme a Hopper.

## Colonna sonora
Nel film vengono interpretate da Tex Ritter, noto principalmente come folksinger, le seguenti canzoni: High, Wide and Handsome ( di Tex Ritter e Ted Choate), Tombstone, Arizona, Arizona Days (entrambe di Tex Ritter e Jack C. Smith), e If Love Were Mine (di Frank Sanucci).